# Юэль-Хансен, Эрна
Эрна Юэль-Хансен (дат. Erna Emilie Louise Juel-Hansen, 1845—1922) — датская писательница, преподавательница и активистка за права женщин.

## Биография
Эрна Драхманн родилась в Копенгагене в 1845 г. Она была дочерью врача Андреаса Георга Драхманна и Вильгельмины Марии Стер. Писатель Хольгер Драхман приходился ей младшим братом, и она всю жизнь поддерживала с ним тесные отношения. Эрна хотела последовать по стопам отца и стать врачом, но в те времена женщин в Дании не допускали к обучению в медицинских учебных заведениях. Тогда она переняла отцовский интерес к гимнастике, изучила её теорию и практику и даже в 1866 г. посетила с учебной поездкой Париж. В дальнейшем она училась в школе для девушек N. Zahles Skole на школьную учительницу.
В конце 1860-х гг. Эрна преподавала в институте гимнастики для девочек, основанном её отцом. Тогда же она была помолвлена с Нильсом Юэль-Хансеном, учившимся на юриста, но поддерживавшего интерес жены к образованию и разделявшего идеи Фридриха Фрёбеля на принципы детского обучения. В 1871 г. Эрна и Нильс создали первый в Дании детский сад, основанный на подходе Фрёбеля. Вскоре после этого они поженились. В 1876 г. они открыли смешанную школу для мальчиков и девочек, но подобное новшество особого понимания родителей не встретило, и в 1883 г. в силу финансовых проблем школу пришлось закрыть. К 1894 г. Эрна и Нильс разошлись, но продолжали совместно воспитывать своих четверых детей.
После провала идеи детского сада Эрна задумала новый проект — в 1884 г. создала гимнастическую школу, воспользовавшись идеями шведского преподавателя Пера Хенрика Линга по преподаванию физического воспитания молодёжи. Свой опыт, как успешный, так неудачный, она опубликовала в книге, описывая сложности, с которой сталкивается молодёжь в результате их воспитания, а также о проблемах женщин в семейной жизни, основываясь на своём жизненном опыте. Её первая книга Mellem 12 og 17 («Между 12 и 17») была опубликована в 1881 г. под псевдонимом Арне Вендт и описывала девичьи фантазии, вторая книга En ung Dames Historie («История молодой женщины», 1888 г.) о первых романтических переживаниях девушки, стала очень популярной, а в более поздних произведениях Terese Kærulf (1894 г.) и Helsen & Co. (1900 г.), во многом автобиографических, Эрна описывала проблемы взрослых женщин.
Кроме преподавательской и литературной деятельности Эрна принимала участие в продвижении прав женщин: в 1883 г. она стала активной участницей Dansk Kvindesamfund («Датского женского сообщества») и Studentersamfundet («Студенческого союза»). В 1905 г. она стала одной из первых женщин, избранных в правление либеральной партии.
Эрна Юэль-Хансен ушла из жизни в 1922 г.